# GLONASS

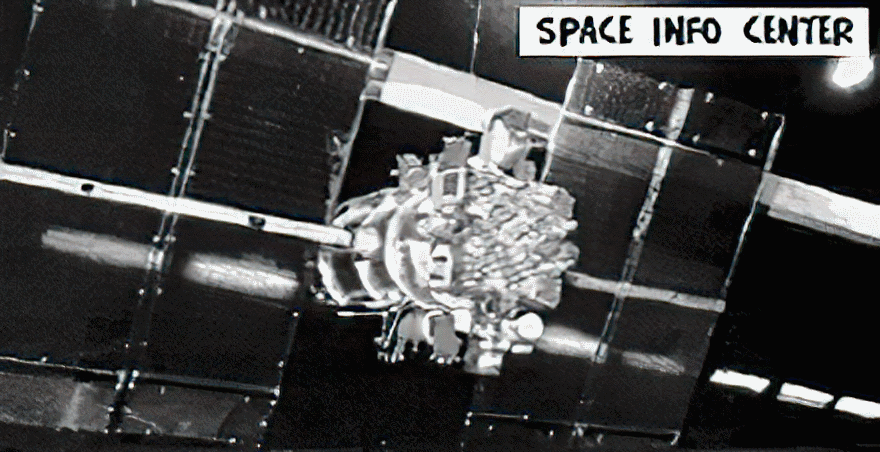
Satelita GLONASS

GLONASS (ros. ГЛОНАСС, Глобальная навигационная спутниковая система; Głobalnaja nawigacyonnaja sputnikowaja sistiema) – radziecki, obecnie rosyjski, satelitarny system nawigacyjny obejmujący swoim zasięgiem całą kulę ziemską. Podobnie jak GPS jest systemem stadiometrycznym, czyli pozycja jest wyznaczana w punkcie przecięcia czterech sfer o promieniach obliczonych na podstawie czasu propagacji sygnału i środkach znanych z depesz nawigacyjnych wysyłanych przez satelity.
Budowę systemu GLONASS rozpoczęto 1 grudnia 1976 w ZSRR, dekretem Komitetu Centralnego Komunistycznej Partii Związku Radzieckiego i Rady Ministrów ZSRR O rozwoju globalnego systemu nawigacji satelitarnej GLONASS.

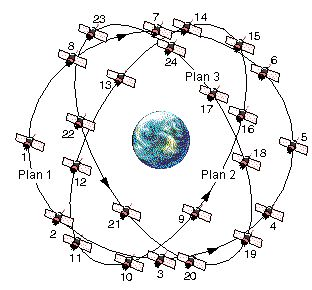
Konfiguracja satelitów systemu GLONASS

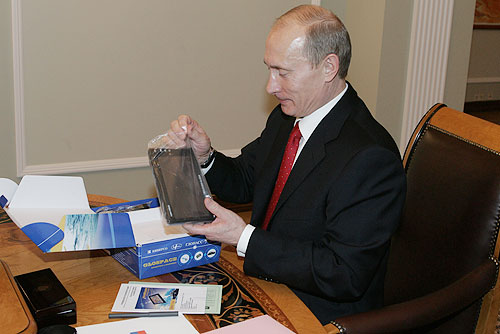
Władimir Putin z urządzeniem nawigacyjnym dla systemu GLONASS

## Segment kosmiczny
Z założenia powinien się składać z rozmieszczonych na trzech orbitach 24 satelitów (po 8 na każdej). Taką też liczbę udało się osiągnąć pod koniec 1995 roku. Jednak ze względu na krótszą od spodziewanej żywotność satelitów (około 3 lat) oraz kryzys i problemy finansowe Rosji w latach dziewięćdziesiątych XX wieku, liczba ta zmniejszyła się do zaledwie 6 działających satelitów w 2001. Pod rządami Władimira Putina sytuacja gospodarcza i stan finansów kraju znacznie się poprawiły, a przywrócenie pełnej funkcjonalności systemu GLONASS stało się jednym z priorytetów władz. W sierpniu 2001 uruchomiono federalny program z budżetem ponad 420 milionów dolarów, którego celem było przywrócenie pełnej konstelacji satelitów do 2009 roku. 10 grudnia 2003 wystrzelono pierwszego satelitę drugiej generacji – GLONASS-M. Ważył on 1450 kg, czyli trochę więcej niż poprzednicy, lecz jego żywotność była 2 razy większa, posiadał lepszą dokładność oraz zdolność emisji dodatkowych dwóch sygnałów cywilnych. W kolejnych latach umieszczano na orbicie następne satelity tej serii oraz kilkukrotnie zwiększano budżet programu. Ostatecznie w latach 2001-2011 rozbudowa systemu pochłonęła 140,1 miliardów rubli (4,7 miliarda dolarów).
W dniu 8 grudnia 2011 GLONASS ponownie osiągnął pełną funkcjonalność — na orbicie znajdowały się 24 satelity mające status operacyjny. Według serwisu Izwiestia była to jedynie funkcjonalność techniczna, a nie operacyjna. W kwietniu 2014 system nadal nie został odebrany przez Ministerstwo Obrony i formalnie nadal był w stanie budowy. 7 grudnia 2015 projekt został oficjalnie odebrany.
Stan na 1 stycznia 2012 to łącznie 31 satelitów, z czego 24 miało status operacyjny, a 3 rezerwowy. W dalszej kolejności planowane było wystrzelenie kilku satelitów serii GLONASS-M jako rezerwy systemu oraz satelitów trzeciej generacji GLONASS-K. Urządzenia GLONASS-K mają żywotność przedłużoną do 10 lat, masę zmniejszoną do 750 kg oraz mogą nadawać więcej sygnałów nawigacyjnych, co polepszy dokładność systemu. Pierwszego satelitę GLONASS-K wystrzelono 26 lutego 2011, jednak nie ma on jeszcze statusu operacyjnego.
Charakterystyka orbit:
- prawie kołowe,

Porównanie orbit satelitów GPS, GLONASS, Compass i Galileo z orbitami satelitów Iridium, Teleskopu Hubble'a i Międzynarodowej Stacji Kosmicznej

- wysokość h = 19 100 km (nieco niższe niż satelity GPS),
- okres obiegu T = 11,25 h (satelity GPS mają okres obiegu 12-godzinny),
- nachylenie i = 64,8° – bliskie nachyleniu krytycznemu (nachylenie krytyczne – 63°26' oraz 116°34' – nie występuje ruch linii apsyd),
- co 17 okrążeń (co ok. 8 dni gwiazdowych) każdy satelita pojawia się nad tym samym punktem na Ziemi,
- o określonym czasie każdego dnia jakiś satelita tej samej orbity będzie widoczny w tym samym punkcie na Ziemi.

Kąt inklinacji orbit satelitów GLONASS wynosi 64,8°, dzięki czemu możliwe jest lepsze pokrycie satelitami wyższych szerokości geograficznych niż w przypadku systemu GPS. Zdecydował o tym fakt, że na szerokościach okołobiegunowych prowadzona jest intensywna żegluga rosyjskich okrętów podwodnych, nosicieli broni jądrowej.
Charakterystyka sygnału:
- każdy satelita GLONASS transmituje sygnał na innej częstotliwości;
- częstotliwości L1 wynikają z następującej zależności: fL1 = 1602 MHz + k * 0,5625 MHz (dla k=1,2,...,12 – w latach 1998-2005, oraz k=(-7...+6) dla satelitów wystrzelonych po 2005 roku);
- częstotliwości L1 i L2 są związane zależnością fL1 / fL2 = 9 / 7 (przez pomiar na dwóch częstotliwościach usuwa się refrakcję jonosferyczną);
- wszystkie satelity GLONASS transmitują taki sam kod (satelity GPS różne kody). Kod P – ma długi okres = ok. 30 tygodni, stąd też centrala dzieli go na 30 odcinków;
- każdy satelita GLONASS nadaje swoją precyzyjną pozycję na pełne pół godziny;
- sygnały (czasu) są odniesione do systemu czasu UTCSU (uniwersalny czas koordynowany byłego Związku Radzieckiego);
- współrzędne satelity podawane są w układzie odniesienia PZ-90.11[potrzebny przypis] (Parametry Ziemli 1990.11), który jest zgodny z międzynarodowym układem ITRF 2000, oprócz przesunięcia początku układu o ok. 0,5 m;
- format sygnału „INFO GLONASS Superframe”: (główna tablica) 150 sekundowa składa się z 5 tablic 30 sekundowych. Jedna tablica 30 sekundowa rozkłada się na 15 linii subframes 2 sekundowych. Tablica taka zawiera:
  - współrzędne i-tego satelity,
  - składowe prędkości i-tego satelity,
  - składowe przyśpieszenia perturbującego wywołanego niecentralnym polem grawitacyjnym Ziemi i wpływem Księżyca,
  - poprawkę zegara i-tego satelity do czasu GLONASS,
  - kalendarz (dzień),
  - nr identyfikacyjny satelity;
- system nie stosuje żadnych zakłóceń (sygnał z satelitów GLONASS nie jest degradowany jak np. miało to miejsce w systemie GPS do roku 2000).

## Segment kontroli naziemnej
Składa się z Głównego Centrum Kontroli w Moskwie oraz 4 stacji monitorująco-śledzących – 3 na terenie Rosji: Petersburg, Jenisejsk, Komsomolsk nad Amurem i jedna w Tarnopolu na Ukrainie. Istnieje też stacja niezależnie monitorująca działanie systemu – mieści się ona w Niemczech w Neustrelitz.

## Segment użytkownika

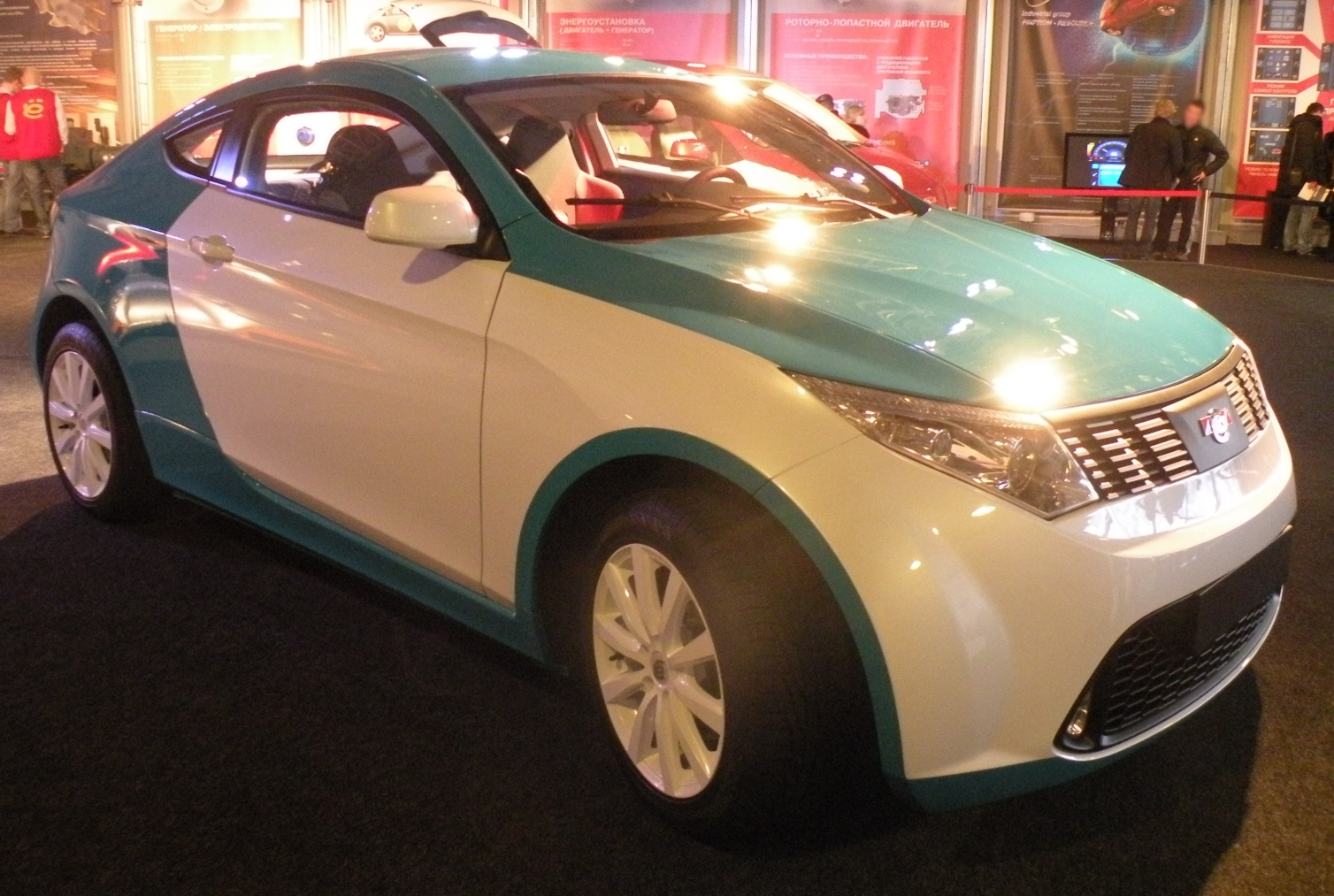
Jo-mobil – pierwszy samochód wykorzystujący system GLONASS

Do niedawna odbiorniki systemu GLONASS były zazwyczaj produkcji rosyjskiej i były przeważnie typu wojskowego lub okrętowego. Obecnie odbiorniki tego systemu produkują takie firmy jak: Septentrio, Topcon, JAVAD, Magellan Navigation, Novatel, Leica Geosystems czy Trimble Inc. Niektórzy producenci mają w swej ofercie odbiorniki uniwersalne – współpracujące zarówno z systemem GLONASS jak i GPS, np.: 3S Navigation R100/30T, Ashtech Z18, Garmin eTrex 20/30 i inne. Obsługę systemu GLONASS wprowadzono w niektórych modelach smartfonów m.in. Motorola Moto G, Sony Ericsson Xperia neo V, Apple iPhone 5 i 4S, Samsung Galaxy S III, Samsung Galaxy S IV, Sony Xperia S, Sony Xperia Z, Sony Xperia Z1, HTC One, LG L9, najnowszy (jesień 2013/zima 2014) Acer Liquid S2, LG L90, Microsoft Lumia 435 czy też Nokia Lumia 900. Rosyjski samochód Jo-mobil również posiada odbiornik GLONASS, jak i GPS.
2 kwietnia 2014 system doświadczył poważnej awarii, która spowodowała praktyczną niedostępność danych nawigacyjnych przez około 12 godzin.

## Dokładność
Przy maksymalnej efektywności standardowy sygnał o precyzji oferuje dokładność pozycjonowania horyzontalnego w granicach 5–10 metrów, dokładność pozycjonowania pionowego w granicach 15 metrów (49 stóp), pomiar wektora prędkości w granicach 100 mm/s (3,9 cala/s) oraz dokładność czasową w granicach 200 nanosekund, wszystko to w oparciu o pomiary wykonane równocześnie z czterech satelitów pierwszej generacji; nowsze satelity, takie jak GLONASS-M, zapewniają jeszcze lepszą precyzję.
GLONASS korzysta z układu współrzędnych nazwanego „PZ-90” (Parametry Ziemi 1990 – Parametry Zemli 1990), w którym dokładne położenie bieguna północnego jest określone jako średnia jego pozycji z lat 1990–1995. W odróżnieniu od układu współrzędnych GPS, WGS 84, który opiera się na lokalizacji bieguna północnego z 1984 roku. Od 17 września 2007 roku układ współrzędnych PZ-90 został zaktualizowany do wersji PZ-90.02, która różni się od WGS 84 o mniej niż 400 mm (16 cali) w dowolnym kierunku. Od 31 grudnia 2013 roku nadawana jest wersja PZ-90.11, która jest zgodna z Międzynarodowym Układem Odniesienia i Ramą 2008 (ITRF2008) w epoce 2011.0 na poziomie centymetrowym, jednak optymalnie powinno się dokonać konwersji do ITRF2008.